# Ястребинецкий, Григорий Аронович
Григо́рий (Герш) Аро́нович Ястребине́цкий (10 марта 1917, Теплик — 9 сентября 2008, Иерусалим, Израиль) — советский педагог, заслуженный учитель РСФСР. Член учебно-методического совета министерства просвещения СССР, член редакционной коллегии союзного журнала «Математика в школе».

## Биография
Родился в местечке Теплик Подольской губернии (ныне Винницкой области), в черте оседлости Украины. Учился на физико-математическом факультете Харьковского государственного университета. По окончании учебы, ещё до начала Великой Отечественной войны успел поработать в Тернопольской области преподавателем математики Кременецкого педагогического института.
С первых дней войны в действующей армии, командир стрелкового взвода в запасном полку 12-й армии, затем в 109-м стрелковом полку 74-й стрелковой дивизии. Участвовал в боях на Юго-Западном фронте, выходил из окружения, воевал под Горловкой и Ростовом. После тяжёлого ранения признан негодным к строевой службе и направлен в запасную учебную бригаду командиров учебного пулемётного взвода. С осени 1943 года командовал пулемётной ротой в 883-м стрелковом полку 193-й стрелковой дивизии и 291-м стрелковом полку 63-й стрелковой дивизии 5-й армии 3-го Белорусского фронта, получил несколько тяжёлых ранений. После победы над Германией воевал на Дальневосточном фронте. Закончил войну в звании капитана. Член ВКП(б).
В 1946 году возвратился к учительской профессии. Совмещал работу учителя средней школы с работой методиста в Ленинском районном отделе народного образования. Автор пособий по математике для школ.
С 1970 года член учебно-методического совета Министерства просвещения СССР, С 1976 года — член редакционной коллегии союзного журнала «Математика в школе». К пятидесятилетию со дня рождения (1967) награждён орденом Трудового Красного Знамени, а к шестидесятилетию ему присвоено звание заслуженного учителя школы РСФСР .
С 1990 года жил в Израиле, в Бейт-Шемеше.